# 狭叶佛塔树

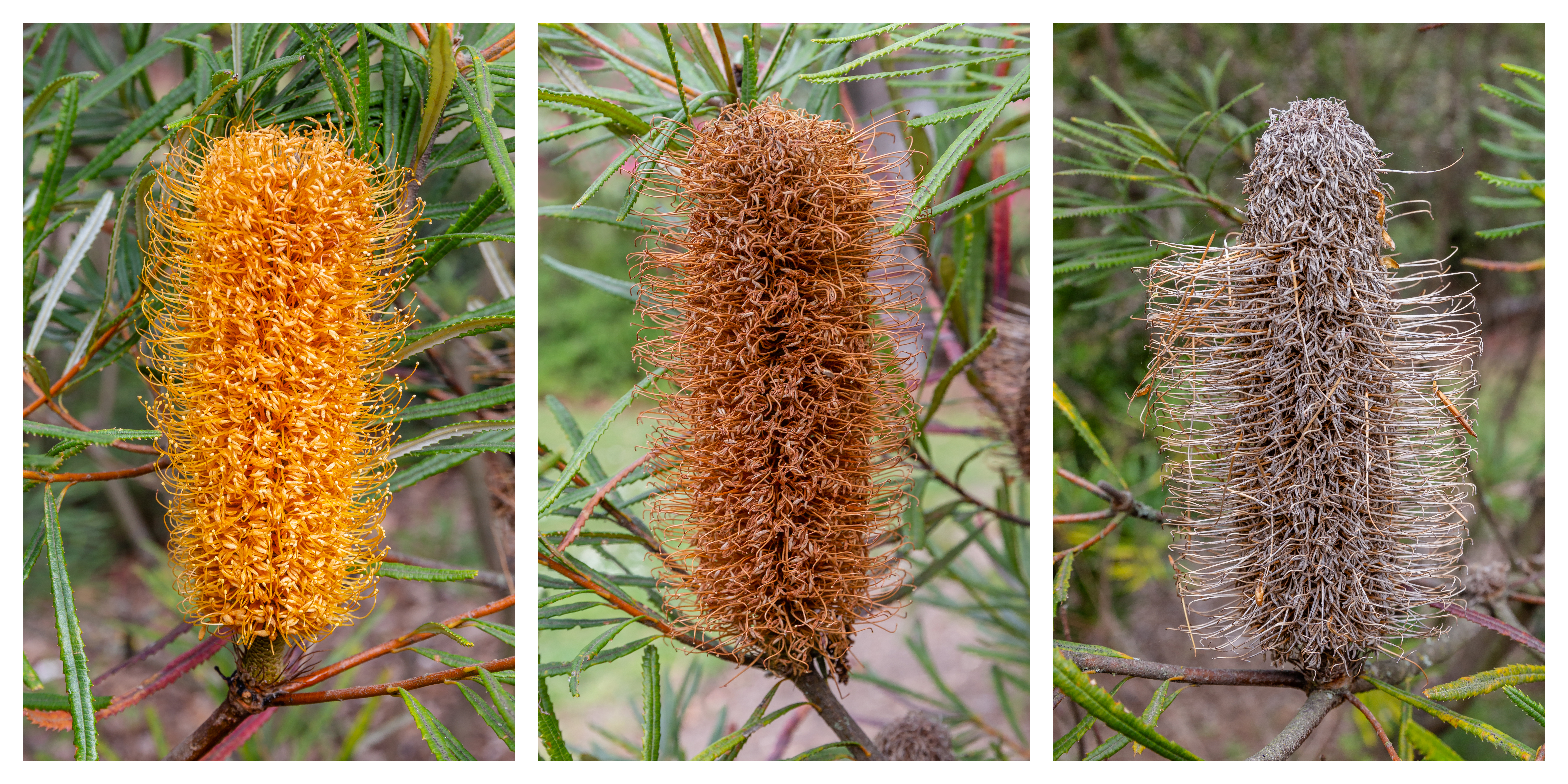
狭叶佛塔树的腐朽过程

狭叶佛塔树（Banksia spinulosa）也称微刺佛塔树，是山龙眼科佛塔树属的一种木本灌木，原产于澳大利亚东部。它分布广泛，在从维多利亚到昆士兰北部的开阔干燥森林或荒地中作为林下植物，通常长在砂岩上，但有时也出现在粘土上。它通常作为小灌木长2米（7 英尺）高，但可以是一棵零散的树，长到 6 米（20 英尺）。它有长而窄的叶子，有花序与颜色变化很大；虽然尖刺是金色的或不太常见的黄色，但新培育的款式可能有多种颜色——包括黑色、紫色、红色、橙色或黄色。